# Немитц, Александр Васильевич
Александр Васильевич Немитц (26 июля (7 августа) 1879, с. Котюжаны Бессарабской губернии, сейчас Молдавия — 1 октября 1967, Ялта) — капитан 1-го ранга Российского императорского флота, контр-адмирал Временного правительства — командующий Черноморским флотом, с февраля 1920 по декабрь 1921 года командующий Морскими силами РСФСР, советский флагман 1-го ранга (1936), вице-адмирал (1941).

## Биография
Родился в семье мирового судьи и надворного советника Василия Фердинандовича Неймитца и Софьи Аполлоновны Кузнецовой. Потомок древнего рода германских рыцарей фон Биберштейнов, давно обрусевшего и причисленного к русскому потомственному дворянству. В 1899 году окончил с отличием Морской кадетский корпус. 
Осенью 1899 был дисциплинарно наказан.

По высочайшему повелению фельдфебель Александр Немитц и гардемарины Вениамин Подъяпольский, Сергей Евдокимов, Евгений Алексеев и Владимир Иловайский за произведенный беспорядок на судне лишаются гардемаринского звания и разжалываются в юнкера флота с правами матроса 1-й статьи, с зачислением в нижеследующие экипажи, где арестовываются на 5 суток в карцер каждый. По получении одобрительного отзыва могут быть произведены в мичманы— Был
Начал службу мичманом на Черноморском флоте. В 1902 году был с дипломатическим поручением в Турции. В 1903 году окончил курс Артиллерийского офицерского класса.
В июне 1905 года вспыхнуло восстание моряков на броненосце «Потёмкин», а вслед за ним на учебном судне «Прут». Четверых матросов «Прута»: Александра Петрова, Ивана Чёрного, Дмитрия Титова и Ивана Адаменко за бунт приговорили к расстрелу. Исполнить приговор было поручено учебной роте гальванёров, которой командовал А. В. Немитц. Он отказался выполнять расстрел.
На судебном процессе над участниками севастопольского восстания 1905 года и восстания на крейсере «Кагул» матросы попросили А. В. Немитца принять участие в качестве их защитника. Думая, что восставшие раскаиваются, командующий флотом адмирал Н. И. Скрыдлов согласился и разрешил Немитцу защищать нижних чинов. Постепенно с двадцати человек подзащитными А. В. Немитца оказались двести участников восстания. Суд приговорил четверых человек к смертной казни. Рискуя своим служебным положением, Немитц добился отмены смертной казни для осуждённых и смягчения участи почти 200 других подсудимых. После Февральской революции матросы Черноморского флота в знак благодарности за это поднесли ему в красной кожаной папке приветственный адрес.
C 1907 года — штаб-офицер Морского Генерального штаба. Работал в историческом отделении Морского Генерального штаба, изучая события русско-японской войны. Преподавал в Николаевской морской академии. В октябре 1910 года назначается преподавателем и одновременно учится на военно-морском отделении Морской академии. В 1907—1912 годах А. В. Немитц детально изучил опыт русско-японской войны и написал о ней несколько трудов, а затем на основе её опыта создал ряд работ о морской стратегии. 14 апреля 1913 года произведен в чин капитана 2-го ранга со старшинством с 6 декабря 1912 года
В начале первой мировой войны Немитц (в то время капитан II ранга) был штаб-офицером Черноморской оперативной части Морского Генерального штаба и с начала войны был отправлен в Ставку Верховного главнокомандующего. В 1915 году был назначен капитаном канонерской лодки «Донец». Командовал 5-м дивизионом эскадренных миноносцев, затем 1-м дивизионом эскадренных миноносцев, минной дивизией (1917). В 1916—1917 годах участвовал в совместных действиях Батумского отряда кораблей с Приморским отрядом войск Кавказского фронта, в десантных действиях на трапезундском направлении, в борьбе на коммуникациях и набеговых операциях на Анатолийское побережье Турции.
«За смелые действия на путях сообщения неприятеля» — так значится в наградных документах — капитан 1 ранга А. В. Немитц, награждается Георгиевским оружием, а в апреле 1917 года — орденом Св. Владимира III степени с мечами «за отличие в делах против неприятеля».
В 1917 году женился на Анастасии Александровне Врубель — сестре известного художника М. А. Врубеля.
Младшая дочь Анастасия (19.02.1919—22.12.2002) была замужем за известным эстрадным певцом Иваном Шмелевым (14.06.1912—30.05.1960).

### Революция и гражданская война
20 июня 1917 года А. В. Немитц был назначен командующим Черноморским флотом, сменив на этом посту вице-адмирала А. В. Колчака. 21 июля (3 августа) 1917 года Временным правительством ему был присвоен чин контр-адмирала.
После Октябрьской революции перешёл на сторону советской власти. Старался поддерживать флот в боеготовом состоянии, проводя боевые походы и учения. Тем не менее после революции дисциплина на флоте падала. Когда навстречу прорывавшемуся в Чёрное море крейсеру «Бреслау» были выдвинуты корабли флота, линкор «Свободная Россия» самовольно оставил позицию и ушёл в Севастополь. 13 декабря 1917 года, оповестив флот об отбытии в Петроград, временно сдав должность начальнику штаба флота контр-адмиралу М. П. Саблину и оставив в Севастополе свою семью, Немитц выехал в Ставку главнокомандующего на Румынском фронте к генералу Д. Г. Щербачёву, которому был подчинён. Верховная Морская коллегия в Петрограде приговорила Немитца к расстрелу за оставление флота.
Однако на службу в Белые армии Немитц не поступил, отверг и предложение гетмана Скоропадского о службе в

### На советской службе
В марте 1919 года в Одессе он явился к советским властям и поступил на службу в Красную армию, был назначен начальником военно-морской части Одесского военного округа. В августе 1919 года был начштаба группы красных войск под командованием Якира, прорывавшихся из Одессы на север. Был ранен в ногу. Приказом Реввоенсовета Республики от 27 октября 1919 года награждён орденом Красного знамени.
C февраля 1920 по август 1921 года командующий Морскими и Речными силами Республики, одновременно управляющий делами Наркомата по военным делам РСФСР. С августа по ноябрь 1921 года — помощник Главнокомандующего Вооружёнными силами Республики по морским делам.
С 1921 года для особо важных поручений при РВСР и одновременно на преподавательской работе в Военно-морской, а в 1926—1928 годах и в Военно-воздушной академиях. В 1929 году — председатель Правительственной комиссии по обороне берегов Чёрного моря. С октября 1930 года — заместитель инспектора ВМС РККА. Флагман 1-го ранга (17 февраля 1936 года).
С августа 1938 по ноябрь 1940 года прикомандирован к Военно-морскому издательству.
В 1940—1947 годах профессор кафедр стратегии и тактики Военно-морских и Военно-воздушных академий. 21 мая 1941 года Немитцу присвоено звание вице-адмирала. Награждён орденом Ленина(1945) и вторым орденом Красного знамени (1944) за выслугу лет, медалью «За победу над Германией в Великой Отечественной войне 1941—1945 гг.».
С 1947 года — в отставке. Жил в Севастополе по адресу Луначарского, 42. Работал в картографическо-корректорском отделении отдела Гидрографической службы Черноморского флота.
Написал книгу «Работа Морского Генерального штаба» и «Недавнее прошлое русского флота по личным воспоминаниям», которые так и не были изданы.

## Труды
- «Стратегическое исследование русско-японской войны на море» (издано Морской академией в 1909—1910 годах);
- «Исследование русско-японской войны на море периода командования флотом адмирала Макарова» (напечатано в «Морском сборнике» в 1912—1913 годах);
- «Русско-японская война на море» (15-й том «История русской Армии и флота», 1913 год);
- «Очерки по истории русско-японской войны» (издано Морской академией в 1912 году);
- «Очерк морских операций русско-японской войны» (издано Морской академией в 1912—1913 годах).